# Reseda lutea
|  | No s'ha de confondre amb Reseda luteola. |

La gandalla (Reseda lutea) és una espècie fanerògama de la família de les resedàcies que habita en zones ermes, ruderals o en camins, a l'Europa mediterrània, encara que també apareix a Irlanda, Gran Bretanya, Holanda, Àustria, Polònia, Bulgària i Romania. Ha estat introduïda a Dinamarca, Bèlgica, Alemanya, Hongria, Suïssa. És una planta anual o perenne, erecta o ascendent, de fins a 70 cm, de tija ramosa difusament. La majoria de fulles dividides amb 1-3 parells de lòbuls. Les flors són flors grogues, d'uns 6 mm de diàmetre, en una llarga espiga terminal, 6 sèpals; 6 pètals, els superiors trilobats, els inferiors dos pètals sencers. El fruit és una beina obovoide, trilobulada, amb tres dents molt curtes. Floreix de juny a setembre. Les seves arrels s'han usat des de temps remots per aconseguir un tint de color groc. El seu nombre cromosòmic és n=12, 24; 2n=48